# Marconi (metrostation)

Marconi is een metrostation in de Italiaanse hoofdstad Rome. Het station werd geopend op 26 april 1994 en wordt bediend door de lijnen B en B1 van de metro van Rome.

## Geschiedenis
In 1955 werd de eerste metrolijn (lijn B) van Rome geopend met een bovengronds deel parallel aan de spoorlijn Roma-Lido en de Via Ostiense. Na dertig jaar kwam groot onderhoud aan de orde en de verlenging van de lijn ten noorden van Termini was aanleiding om ook verbeteringen door te voeren. Een van de verbeteringen betrof de invoeging van een nieuw station in het bovengrondse deel op de plaats waar de lijn de viale Guglielmo Marconi kruist. In 1989 werden de metrosporen buiten gebruik gesteld en begon de bouw van het station. Het metroverkeer werd omgeleid over de spoorlijn Roma-Lido terwijl EUR Magliana het noordelijke eindpunt werd van de treindiensten naar Lido d'Ostia. In 1994 was het station voltooid en kreeg het de naam Marconi als verwijzing naar de weg tussen Trastevere en EUR die hier de metro kruist. Het bestaande station EUR Marconi werd, om verwarring te voorkomen, omgedoopt in EUR Palasport. Sinds 26 april 1994 kunnen de reizigers de metro nemen. 

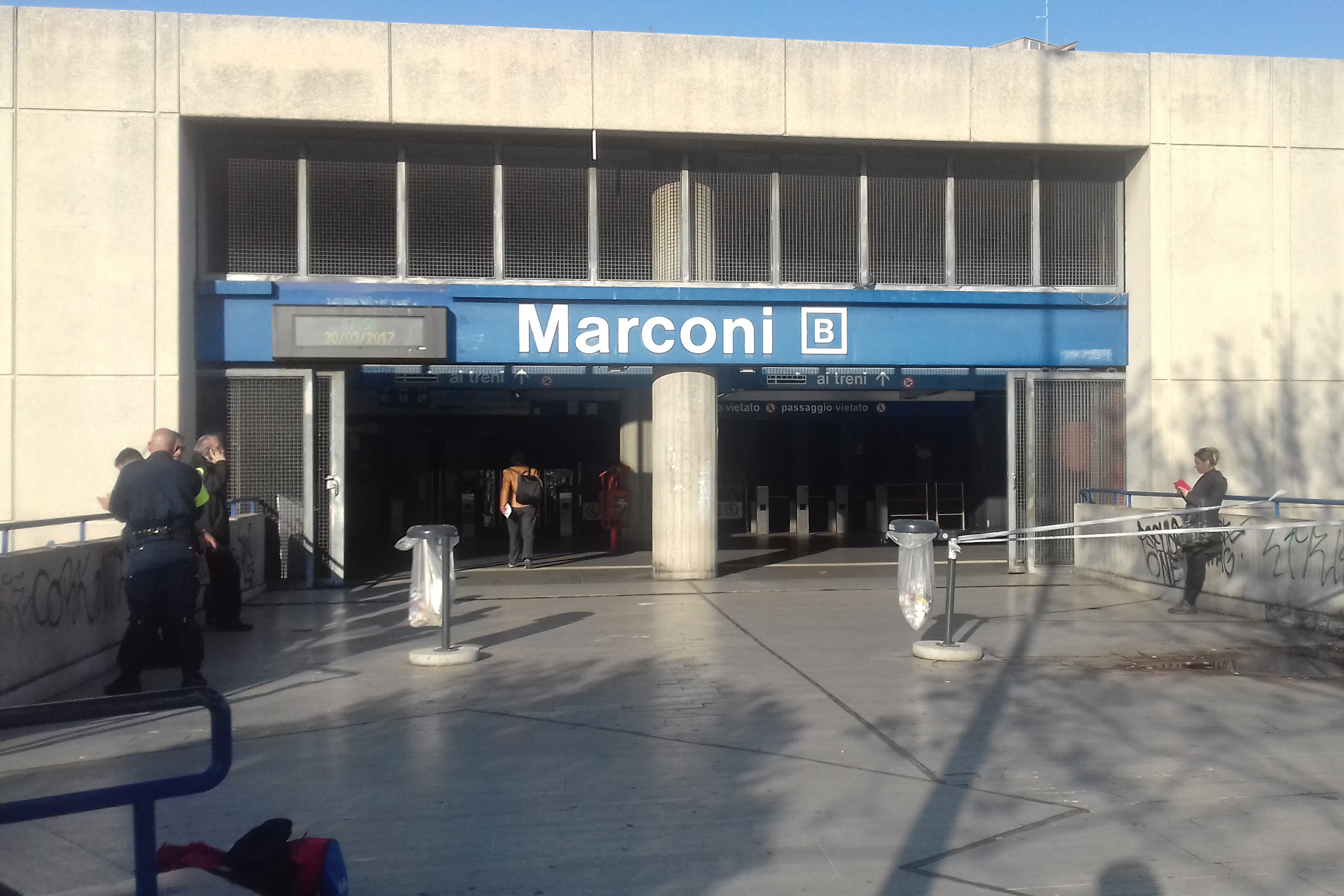
De ingang aan de Viale Guglielmo Marconi.
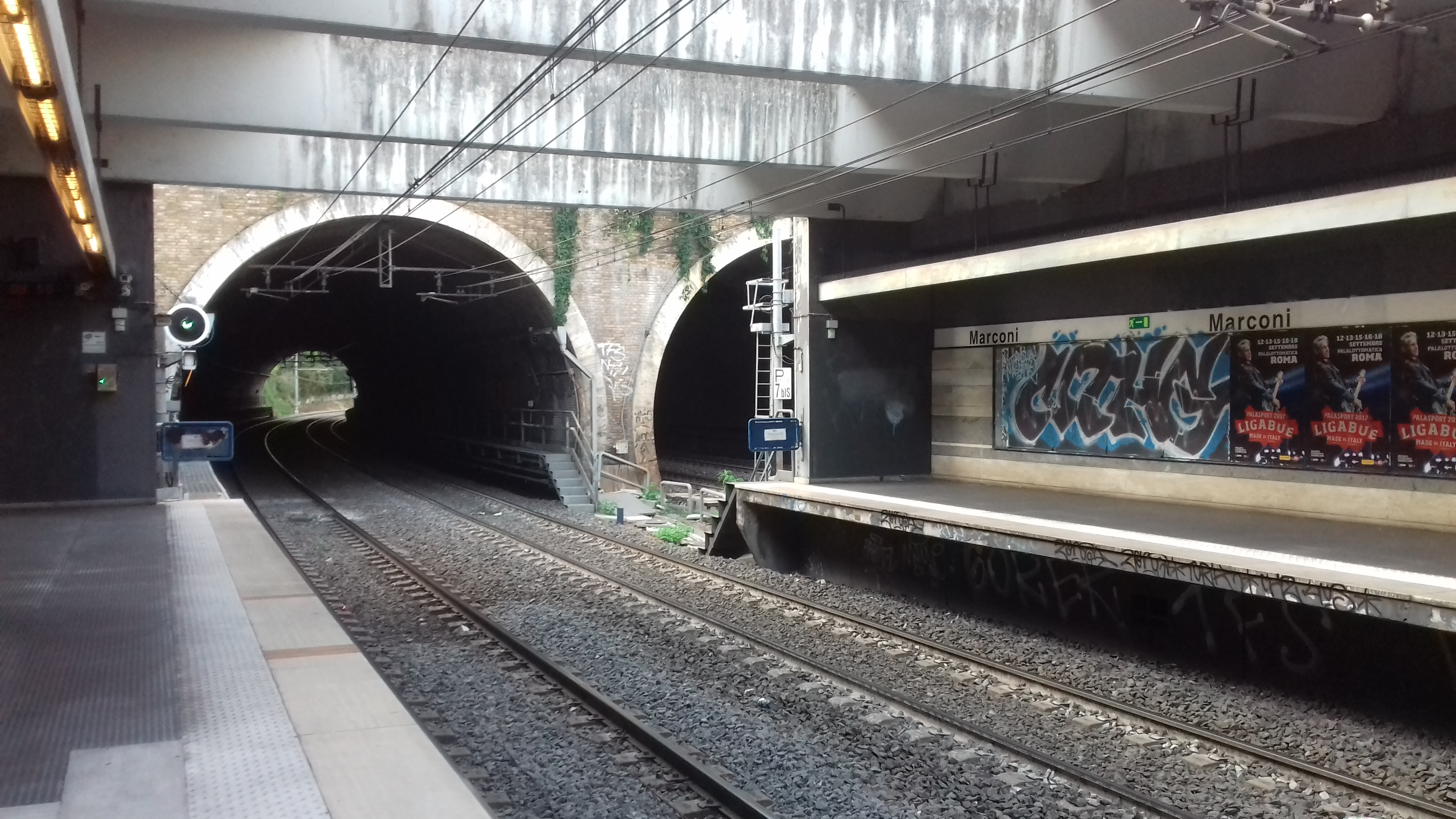
De tunnels onder de Viale Guglielmo Marconi aan de zuidkant van het station.
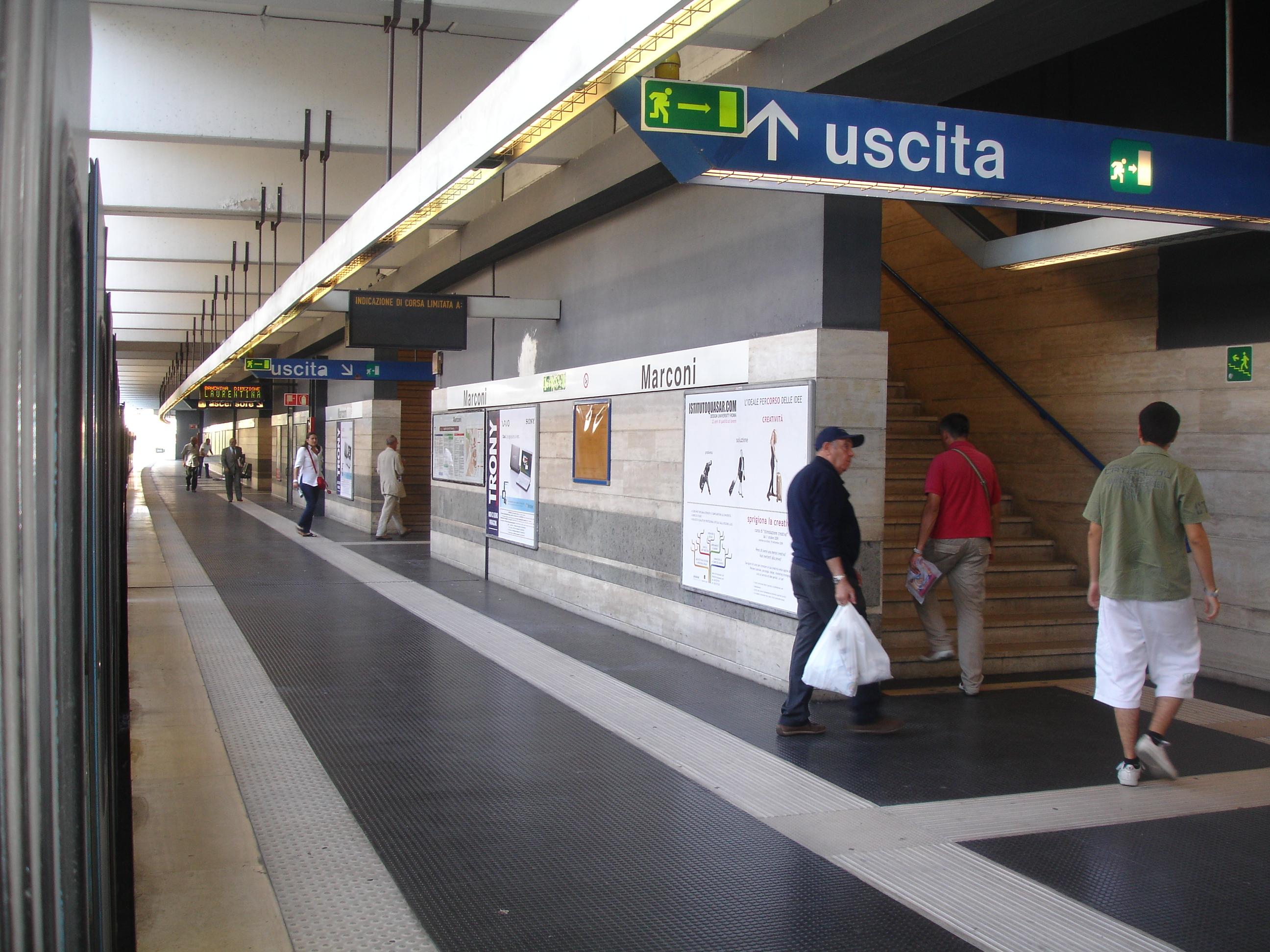
Het oostelijke perron voor de metro's richting Laurentina.

## Ligging en inrichting
De driehoekige verdeelhal is gebouwd op kolommen boven het parkeerterrein aan de Via Ostiense aan de westkant van de sporen. De reizigers kunnen de ingang bereiken via een loopbrug vanaf de Viale Marconi en een vaste trap vanaf het parkeerterrein. Een overdekte loopbrug aan de oostkant van de verdeelhal biedt toegang tot de perrons die door een bakstenen muur zijn gescheiden van de spoorlijn. Ondanks dat het station tegen een woonwijk aan de oostkant ligt is daar geen ingang. Aan de overkant van de Via Ostiense ligt de faculteit der letteren van de universiteit.